# Keith Curle
Pour les articles homonymes, voir Curle.
Keith Curle, né le 14 novembre 1963 à Bristol (Angleterre), est un footballeur anglais devenu entraineur, qui évoluait au poste de défenseur central en équipe d'Angleterre.
Curle n'a marqué aucun but lors de ses trois sélections avec l'équipe d'Angleterre en 1992. Il participe au championnat d'Europe 1992.

## Entraineur
Le 1er octobre 2018, il s'engage avec le Northampton FC.

## Palmarès

### En équipe nationale
- 3 sélections et 0 but avec l'équipe d'Angleterre en 1992.
- Participe au premier tour du championnat d'Europe 1992.